# Primera División de Guatemala 1999-00
La Primera División de Guatemala 1999-00 fue el campeonato de ascenso más importante de Guatemala durante la segunda mitad del año 1999 y la primera mitad del año 2000.
El torneo acogió a Suchitepéquez, Sacachispas y Escuintla, quienes descendieron de la Liga Nacional 1998-99. 
El campeón fue Xelajú MC, quien ascendió a la Liga Nacional 2000-01, junto con Achuapa y Marquense, siendo estos tres los primeros ascendidos del milenio. 
El torneo también significó el descenso de Mictlán y COPAGSA.

## Sistema de campeonato
Los 14 equipos juegan en un sistema de todos contra todos a ida y vuelta durante 26 fechas. Finalizadas las 26 fechas, los mejores 8 equipos clasifican a un octagonal que definirá al campeón de la temporada y al ascendido a la próxima temporada de la Liga Mayor, mientras que los últimos 6 equipos juegan una hexagonal para no descender.
Si el ganador de la octagonal y de la fase regular son distintos, estos jugarán un playoff por el ascenso, de lo contrario, el ganador de ambas fases ascendía. 
Los últimos dos puestos de la hexagonal de descenso jugaban playoffs contra los dos mejores equipos de la Segunda División.

## Equipos participantes
Ascendieron de la Segunda División pasada Juventud Retalteca y San Benito.
| Equipo              | Ciudad                 | Departamento   | Estadio                            | Capacidad |
| ------------------- | ---------------------- | -------------- | ---------------------------------- | --------- |
| Achuapa             | Santa Catarina Mita    | Jutiapa        | Estadio Manuel Ariza               | 1 000     |
| Chimaltenango       | Chimaltenango          | Chimaltenango  | Estadio Municipal                  | 2 000     |
| Coatepeque          | Coatepeque             | Quetzaltenango | Estadio Israel Barrios             | 10 000    |
| COPAGSA             | Santa Catarina Pinula  | Guatemala      | Estadio COPAGSA                    | 1 000     |
| Izabal JC           | Puerto Barrios         | Izabal         | Estadio Roy Fearon                 | 1 000     |
| Jalapa              | Jalapa                 | Jalapa         | Estadio Las Flores                 | 15 000    |
| Juventud Retalteca  | Retalhuleu             | Retalhuleu     | Estadio Óscar Monterroso Izaguirre | 7 500     |
| Marquense           | San Marcos             | San Marcos     | Estadio Marquesa de la Ensenada    | 10 000    |
| Mictlán             | Asunción Mita          | Jutiapa        | Estadio La Asunción                | 5 000     |
| San Benito          | San Benito             | Petén          | Estadio Alejandro Ochaeta Requena  | 1 000     |
| Deportivo San Pedro | San Pedro Sacatepéquez | San Marcos     | Estadio Sampedrano                 | 9 500     |
| Sanarate            | Sanarate               | El Progreso    | Estadio Municipal                  | 2 000     |
| Teculután           | Teculután              | Zacapa         | Estadio David Ordóñez Bardales     | 9 000     |
| Xelajú MC           | Quetzaltenango         | Quetzaltenango | Estadio Mario Camposeco            | 12 000    |

## Fase de clasificación
| #   |                    | PJ | PG | PE | PP | GF | GC | DIF | PTS | Clasificación           |
| --- | ------------------ | -- | -- | -- | -- | -- | -- | --- | --- | ----------------------- |
| 1°  | Achuapa            | 26 | 16 | 9  | 1  | 48 | 19 | +29 | 57  | Final de ascenso (2)    |
| 2°  | Juventud Retalteca | 26 | 16 | 5  | 5  | 54 | 20 | +34 | 53  | Octagonal por el título |
| 3°  | Marquense          | 26 | 12 | 8  | 6  | 45 | 30 | +15 | 44  | Octagonal por el título |
| 4°  | Xelajú MC          | 26 | 13 | 4  | 9  | 33 | 29 | +4  | 43  | Octagonal por el título |
| 5°  | San Benito         | 26 | 12 | 7  | 7  | 28 | 22 | +6  | 43  | Octagonal por el título |
| 6°  | COPAGSA            | 26 | 10 | 7  | 9  | 42 | 38 | +4  | 37  | Octagonal por el título |
| 7°  | Sanarate           | 26 | 9  | 8  | 9  | 36 | 32 | +4  | 35  | Octagonal por el título |
| 8°  | Jalapa             | 26 | 8  | 10 | 8  | 34 | 31 | +3  | 34  | Octagonal por el título |
| 9°  | Izabal JC          | 26 | 8  | 7  | 11 | 32 | 45 | -13 | 31  | Hexagonal de descenso   |
| 10° | San Pedro          | 26 | 7  | 9  | 10 | 25 | 34 | -9  | 30  | Hexagonal de descenso   |
| 11° | Coatepeque         | 26 | 9  | 2  | 15 | 34 | 46 | -12 | 29  | Hexagonal de descenso   |
| 12° | Chimaltenango      | 26 | 5  | 7  | 14 | 22 | 37 | -15 | 22  | Hexagonal de descenso   |
| 13° | Mictlán            | 26 | 4  | 10 | 12 | 38 | 45 | -7  | 22  | Hexagonal de descenso   |
| 14° | Teculután          | 26 | 5  | 3  | 18 | 28 | 69 | -39 | 18  | Hexagonal de descenso   |

- (1) Y hexagonal de descenso
- (2) Y octagonal por el título

## Octagonal final
| #  |                    | PJ | PG | PE | PP | GF | GC | DIF | PTS | Clasificación    |
| -- | ------------------ | -- | -- | -- | -- | -- | -- | --- | --- | ---------------- |
| 1° | Xelajú MC          | 14 | 9  | 1  | 4  | 35 | 14 | +21 | 28  | Final de ascenso |
| 2° | Juventud Retalteca | 14 | 8  | 2  | 4  | 21 | 18 | +3  | 26  | Promoción        |
| 3° | Marquense          | 14 | 7  | 4  | 3  | 22 | 12 | +10 | 25  | Promoción        |
| 4° | Jalapa             | 14 | 7  | 3  | 4  | 23 | 21 | +2  | 24  |                  |
| 5° | Achuapa            | 14 | 5  | 3  | 6  | 24 | 18 | +6  | 18  |                  |
| 6° | Sanarate           | 14 | 5  | 1  | 8  | 20 | 30 | -10 | 16  |                  |
| 7° | COPAGSA*           | 14 | 4  | 2  | 8  | 16 | 21 | -5  | 14  |                  |
| 8° | San Benito F.C     | 14 | 3  | 0  | 11 | 12 | 35 | -23 | 9   |                  |

- Xelaju Mario Camposeco ganó el partido por el ascenso con un resultado de 3-1 sobre Achuapa, nombrándose como campeón de la temporada.
- COPAGSA descendió por la vía administrativa

## Hexagonal de descenso
Acumulado con la fase inicial
| #   |               | PJ | PG | PE | PP | GF | GC | DIF | PTS | Clasificación |
| --- | ------------- | -- | -- | -- | -- | -- | -- | --- | --- | ------------- |
| 9°  | San Pedro     | 36 | 12 | 11 | 13 | 42 | 40 | +2  | 47  |               |
| 10° | Coatepeque    | 36 | 14 | 4  | 18 | 54 | 57 | -3  | 46  |               |
| 11° | Izabal JC     | 36 | 11 | 10 | 15 | 46 | 64 | -18 | 43  |               |
| 12° | Chimaltenango | 36 | 10 | 9  | 17 | 42 | 49 | -7  | 39  |               |
| 13° | Mictlán       | 36 | 9  | 12 | 15 | 56 | 63 | -7  | 39  | Descendido    |
| 14° | Teculután*    | 36 | 6  | 4  | 26 | 35 | 94 | -59 | 22  | Descendido    |

- Deportivo Teculutan se mantuvo en Liga Nacional tras el descenso administrativo de COPAGSA

## Resumen final
|             | A Liga Nacional 2000-01     |
| ----------- | --------------------------- |
| Ascendidos  | Xelajú MC Marquense Achuapa |
|             | A Segunda División 2000-01  |
| Descendidos | Mictlán COPAGSA             |